# Гравина ди Катанија
Гравина ди Катанија (итал. Gravina di Catania) је насеље у Италији у округу Катанија, региону Сицилија.
Према процени из 2011. у насељу је живело 26524 становника. Насеље се налази на надморској висини од 361 м.

## Становништво
| 1951. | 1961. | 1971. | 1981.  | 1991.  | 2001.  | 2011.  |
| ----- | ----- | ----- | ------ | ------ | ------ | ------ |
| 2.557 | 2.972 | 8.537 | 23.930 | 26.627 | 27.343 | 26.543 |